# غلامرضا مین‌باشیان
غلامرضا خان مین‌باشیان (۱۲۴۰–۱۳۱۴) معروف به «سالار معزز»، موسیقی‌دان و رهبر ارکستر نظامی اهل ایران بود.

## زندگی‌نامه
در سال ۱۲۴۰ در تهران زاده شد. تحصیلات موسیقی خود را در شعبهٔ موسیقی دارالفنون زیر نظر مسیو لومر انجام داد و پس از فراغت از تحصیل به تعلیم در همان‌جا گمارده شد. سپس برای تکمیل تحصیلات خود به روسیه سفر کرد و در کنسرواتوار سن‌پترزبورگ در کلاس ریمسکی کورساکوف موسیقیدان بزرگ روس به تحصیل پرداخت.
پس از مراجعت به ایران در بریگاد قزاق که تحت نظارت فرماندهان روس بود کار کرد و ریاست دستهٔ موزیک آن جا را داشت. هنگام نهضت مشروطیت به خاطر علاقه و همکاری با مشروطه‌خواهان از دستهٔ قزاق بیرون آمد و به فرانسه رفت. او پس از بازگشت از فرانسه با درجهٔ سرتیپی به ریاست کل دسته‌های موزیک نظام ایران رسید و در سال ۱۳۰۰ ادارهٔ موزیک ارتش را بنیاد گذاشت. شعبهٔ موزیک دارالفنون که به نام «مدرسهٔ موزیک» از سپاه تفکیک شده بود تا سال ۱۳۰۷ زیر نظر سالار معزز و فرزندش غلامحسین مین‌باشیان اداره می‌شد. او علاوه بر موزیک نظام به موسیقی ایرانی نیز وارد بود و از نخستین کسانی است که موسیقی ایرانی را به نت اروپایی نوشت و انتشار داد.
سالار معزز سازندهٔ سرود «سلامتی دولت علّیهٔ ایران» یعنی سرود ملی ایران در آغاز دورهٔ مشروطه است. این سرود ظاهراً نخستین بار در ۲۸ تیر ۱۲۸۸ ه‍.خ (۱ رجب ۱۳۲۷ ه‍.ق) منتشر شده است.
نصرالله مین‌باشیان (نصرالسلطان) و غلامحسین مین‌باشیان، فرزندان، و فتح‌الله مین‌باشیان و مهرداد پهلبد نوه‌های او بودند.
سالار معزز در سال ۱۳۱۴ درگذشت.

## آثار
- ترجمهٔ سه کتاب هم‌آهنگی، سازشناسی و ارکسترشناسی با همیاری مزین‌الدوله
- ساختن سرودهای مهیج و پرشور
- برخی جزوه‌های آموزشی